# Aleksandyr Malinow
Aleksandyr Pawłow Malinow (bułg. Александър Павлов Малинов; ur. 3 maja 1867 w Besarabii, zm. 20 marca 1938 w Sofii) – bułgarski prawnik i polityk, przewodniczący Partii Demokratycznej (1903-1938), deputowany do Zwyczajnego Zgromadzenia Narodowego 11. (1901) i 14-23. kadencji (1908-1934) oraz do Wielkiego Zgromadzenia Narodowego 5. kadencji (1911), Przewodniczący Zgromadzenia Narodowego (1931-1934), minister budynków publicznych, dróg i komunikacji (1908-1910), spraw zagranicznych i wyznań wiary (1910-1911, 1918, 1931) oraz sprawiedliwości (1918), trzykrotny premier Carstwa Bułgarii (1908-1911, 1918 i 1931).

## Życiorys
Urodził się w rodzinie bułgarskich przesiedleńców. Wykształcenie średnie zdobył w gimnazjum w Bołgradzie, następnie studiował prawo w Kijowie. W 1891 osiedlił się w Bułgarii i rozpoczął pracę zawodową jako sędzia i prokurator w Płowdiwie, zaś od 1896 jako adwokat. W połowie lat 90. wstąpił do Partii Demokratycznej, z ramienia której w 1901 wszedł do Zwyczajnego Zgromadzenia Narodowego 11. kadencji. W 1903, po śmierci Petka Karawełowa, został przewodniczącym Partii Demokratycznej.
W latach 1908–1934 nieprzerwanie był deputowanym do parlamentu (od 14. do 23. kadencji włącznie), pełniąc obowiązki ministra budynków publicznych, dróg i komunikacji (1908-1910), spraw zagranicznych i wyznań wiary (1910-1911, 1918, 1931) oraz sprawiedliwości (1918). W styczniu 1908 po raz pierwszy został premierem kraju, stając na czele samodzielnego gabinetu rządowego demokratów. Jako szef rządu wziął aktywny udział w przygotowaniu ogłoszenia niepodległości przez Księstwo Bułgarii (22 września 1908) i przekształcenia go w Carstwo Bułgarii, a także w pracy nad koniecznymi zmianami w Konstytucji Tyrnowskiej.
Po wybuchu I wojny światowej opowiedział się za uczestnictwem Carstwa Bułgarii w obozie państw Ententy, jednak wbrew jego oczekiwaniom przyłączyło się ono do państw centralnych. W czerwcu 1918, gdy klęska Bułgarii była już nieuchronna, stanął na czele koalicyjnego rządu i zapowiedział rychłe wycofanie kraju z konfliktu. Obietnicy tej nie udało mu się zrealizować i dopiero w ostatnich dniach września zdołał wynegocjować rozejm z Ententą. Ponieważ warunki podpisanego później pokoju okazały się katastrofalne dla Carstwa Bułgarii (utrata 11% terytorium), rząd Malinowa został przez opozycję uznany za współwinny klęski. W listopadzie 1918 Malinow podał się do dymisji.
W następnych latach pozostawał w opozycji wobec rządów Bułgarskiego Ludowego Związku Chłopskiego. W 1922 przystąpił do antyrządowej koalicji Blok Konstytucyjny, której celem było odsunięcie ludowców od sprawowania władzy. Jesienią tego samego roku został aresztowany i wraz z innymi liderami Bloku wtrącony do więzienia. Po przewrocie 9 czerwca 1923 wyszedł na wolność i na nowo podjął działalność polityczną. Wkrótce potem na krótko wstąpił do prorządowego Porozumienia Demokratycznego, ale na początku 1924 opuścił je i wznowił działalność Partii Demokratycznej. Do 1931 był liderem opozycji.
W 1931 został jednym z inicjatorów utworzenia szerokiej koalicji wyborczej, która została nazwana Blokiem Narodowym. Po zwycięskich dla koalicji czerwcowych wyborach parlamentarnych stanął na czele nowego rządu. Po kilku miesiącach zrezygnował ze stanowiska premiera i 15 października 1931 objął urząd Przewodniczącego Zgromadzenia Narodowego, który sprawował do momentu majowego zamachu stanu w 1934. Po przewrocie, którego nigdy nie uznał, kontynuował działalność polityczną w opozycji wobec autorytarnego reżimu, dążąc do przywrócenia zasad demokracji parlamentarnej. Zmarł w czasie obrad przed wyborami do Zwyczajnego Zgromadzenia Narodowego 24. kadencji.

## Funkcje sprawowane przez Malinowa w Radzie Ministrów
Aleksandyr Malinow zajmował następujące stanowiska w rządach Księstwa Bułgarii oraz Carstwa Bułgarii (w porządku chronologicznym):
- w swoim pierwszym rządzie
  - premier (29 stycznia 1908 – 18 września 1910)
  - minister budynków publicznych, dróg i komunikacji (29 stycznia 1908 – 18 września 1910)
- w swoim drugim rządzie
  - premier (18 września 1910 – 29 marca 1911)
  - minister spraw zagranicznych i wyznań wiary (18 września 1910 – 29 marca 1911)
- w swoim trzecim rządzie
  - premier (21 czerwca 1918 – 17 października 1918)
- w swoim czwartym rządzie
  - premier (17 października 1918 – 28 listopada 1918)
  - minister sprawiedliwości (17 października 1918 – 28 listopada 1918)
- w swoim piątym rządzie
  - premier (29 czerwca 1931 – 12 października 1931)
  - minister spraw zagranicznych i wyznań wiary (29 czerwca 1931 – 12 października 1931)

## Życie prywatne
Aleksandyr Malinow był żonaty z Julią Malinową, z którą miał trzy córki i dwóch synów.